# Zagłębie Sosnowiec
A Zagłębie Sosnowiec lengyel labdarúgócsapat, melynek székhelye Sosnowiec. A klubot 1906-ban alapították, először 1955-ben szerepelt a lengyel első osztályban.

## Sikerek
- Lengyel bajnok
- 2 hely: 1955, 1963/64, 1966/67, 1971/72
- 3 hely: 1962, 1962/63, 1964/65
- Lengyelkupa-győztes (4)
- 1962, 1962/63, 1976/77,1977/78

## Ismertebb játékosok
- Andrzej Jarosik
- Józef Gałeczka
- Włodzimierz Mazur
- Wojciech Rudy
- Roman Bazan